# Yanaizu (Fukushima)
Yanaizu (柳津町 Yanaizu-machi?) es un pueblo localizado en la prefectura de Fukushima, Japón. En junio de 2019 tenía una población de 3.185 habitantes y una densidad de población de 18,1 personas por km². Su área total es de 175,82 km².

## Geografía

### Municipios circundantes
- Prefectura de Fukushima
  - Nishiaizu
  - Aizubange
  - Aizumisato
  - Shōwa
  - Mishima
  - Kaneyama

## Demografía
Según datos del censo japonés, la población de Yanaizu ha disminuido en los últimos años.
| Año del censo | Población |
| ------------- | --------- |
| 1995          | 5.136     |
| 2000          | 4.669     |
| 2005          | 4.260     |
| 2010          | 4.009     |
| 2015          | 3.536     |